# مايكل أ. سانتورو
مايكل أنتوني سانتورو هو عالم أخلاقيات الأعمال وأستاذ  في قسم الإدارة وريادة الأعمال في كلية ليفي للأعمال بجامعة سانتا كلارا.  كتب سانتورو وقدم تعليقات عامة حول الأعمال التجارية وحقوق الإنسان والمسؤولية الاجتماعية للشركات وحقوق الإنسان في الصين وأخلاقيات صناعة الأدوية وأخلاقيات وول ستريت وكان سابقا أستاذا في كلية روتجرز للأعمال.

## النشأة والتعليم
ولد سانتورو في ١٠ ديسمبر ١٩٥٤ في مونتريال، كيبيك، كندا. تخرج سانتورو من مدرسة زافيريان الثانوية في بروكلين، نيويورك، حصل على درجة الدكتوراه من جامعة هارفارد ودرجة الدكتوراه من جامعة نيويورك، ودرجة البكالوريوس من كلية أوبرلين وكان زميل فولبرايت في جامعة هونغ كونغ.

## المهنة

### الأعمال وحقوق الإنسان
سانتورو هو الرئيس والمؤسس المشارك للجمعية العالمية لعلماء الأعمال وحقوق الإنسان وكذلك المحرر المشارك لمجلة الأعمال وحقوق الإنسان التي نشرتها مطبعة جامعة كامبريدج، هو أيضا عضو في مجالس تحرير مجلة حقوق الإنسان وأخلاقيات الأعمال الفصلية، وصف سانتورو مجال الأعمال التجارية وحقوق الإنسان بأنه "مجال أكاديمي متعدد التخصصات مستمد من جملة أمور منها أخلاقيات الأعمال والقانون والعلوم الاجتماعية وحركة العدالة الاجتماعية والاقتصادية والسياسية التي تضم الحكومات والمؤسسات الحكومية الدولية، فضلا عن السكان الأصليين والمنظمات غير الحكومية والجهات الفاعلة الأخرى في المجتمع المدني.

## الصين وحقوق الإنسان والأعمال التجارية الغربية

### نظرية "الحصة العادلة" للمسؤولية التجارية عن حقوق الإنسان
يحدد كتاب سانتورو الأول الأرباح والمبادئ: الرأسمالية العالمية وحقوق الإنسان في الصين (مطبعة جامعة كورنيل، ٢٠٠٠) نظرية "الحصة العادلة" للمسؤولية التجارية عن حقوق الإنسان، كتب المراجع لوسيان باي أن "هذه الدراسة في الوقت المناسب التي تجمع بين المنطق الأخلاقي الحاد وتوضح ما يمكن وما لا يمكن توقعه -  وما ينبغي وما لا ينبغي للشركات الأمريكية متعددة الجنسيات القيام به في الصين". قالت مجلة نيويورك تايمز بوك ريفيو إن "تحليل سانتورو القائم على أسس صلبة يستحق جمهورا واسعا.

### شهادة أمام اللجنة المالية بمجلس الشيوخ الأمريكي
في ٢٣ مارس ٢٠٠٠ أدلى مايكل سانتورو بشهادته أمام اللجنة المالية للولايات المتحدة لصالح انضمام الصين إلى منظمة التجارة العالمية استنادا إلى بحثه في الأرباح والمبادئ، جادل سانتورو في ذلك الوقت بأنه بدلا من الاستمرار في التهديد بفرض عقوبات تجارية، كان منح العلاقات التجارية العادية الدائمة للصين أفضل استراتيجية للدول الغربية لتعزيز حقوق الإنسان في الصين، قدم في شهادته مفهوم "العرضية الإيجابية لحقوق الإنسان" في مناقشة الشرطة الوطنية لحقوق الإنسان وقال سانتورو إنه لتحقيق النجاح في الصين، "يجب على الشركات توظيف أحدث التقنيات والممارسات الإدارية. عند القيام بأشياء يجب على الشركة القيام بها لبناء حصة في السوق، تنقل الشركات متعددة الجنسيات القيم والممارسات إلى موظفيها التي لها أهمية هائلة للديمقراطية وحقوق الإنسان." 

### الصين ٢٠٢٠
في الصين ٢٠٢٠: كيف يمكن للأعمال التجارية الغربية - وينبغي لها - التأثير على التغيير الاجتماعي والسياسي في العقد المقبل (مطبعة جامعة كورنيل،٢٠٠٩) يقدم سانتورو وجهة نظر أكثر تفاؤلا لآثار الأعمال التجارية الأجنبية على حقوق الإنسان مشيًرا إلى أن الشركات الأجنبية العاملة في الصين قد وقعت في "شراكة شريرة" مع الحكومة الصينية التي كانت تضعف الآثار الإيجابية المحتملة على حقوق الإنسان للأعمال. يجادل سانتورو بأن "الاستثمار الأجنبي في الصين لن يكون آمنا أبدا ما لم يكن جزءا لا يتجزأ من مجتمع تحترم فيه الحقوق، بما في ذلك الحقوق الاقتصادية ... حيث تحمي سيادة القانون القوية والمستقلة حقوق مواطنيها ومصالحهم الاقتصادية" واصفا إياه بأنه "من غير المقبول ألا تبدأ أي شركة كبرى دعوى قضائية ضد أي مستوى من مستويات الحكومة الصينية بسبب أي شيء.

## أخلاقيات صناعة الأدوية
في عام ٢٠٠٥، المدير التنفيذي لشركة سانتورو وجونسون آند جونسون توماس م. نشر غوري مجلدا شارك في تحريره الأخلاق والصناعة الدوائية (مطبعة جامعة كامبريدج، ٢٠٠٥). في فصل تمهيدي، يصف سانتورو "تفكك "الصفقة الكبرى" بين صناعة الأدوية والمجتمع كانت هذه الصفقة الكبرى عقدا اجتماعيا معقدا وضمنيا سمح لصناعة الأدوية العالمية الحديثة بالظهور في النصف الثاني من القرن العشرين، على الرغم من أن الصناعة ازدهرت بشكل كبير إلا أن المجتمع تمتع أيضا بمجموعة وفيرة من الأدوية المنقذة للحياة والمعززة للحياة ومع بداية القرن الحادي والعشرين؛ فإن هذه الصفقة الكبرى في حالة يرثى منها وانعدام ثقة الجمهور واستياءه من الصناعة مرتفع بشكل محموم."
في عام ٢٠٠٩ تم تعيين مايكل سانتورو في تسوية دعوى قضائية لمشتقات المساهمين ضد شركة الأدوية ميرك خلال جدل فيوكس للمساعدة في صياغة إصلاحات حوكمة الشركات التي ترأسها القاضية كارول إي، قال هيغبي إنه "سيكون مفيدا للمساهمين لأنهم سيمنعون المسؤولية المستقبلية المحتملة من بيع المخدرات التي يحتمل أن تكون خطرة".
خلال المخاوف الصحية من ياز وياسمين قال سانتورو لصحيفة نيويورك تايمز إن شركات الأدوية يجب أن "تضع معايير أعلى لنفسها من تلك التي وضعتها إدارة الغذاء والدواء "، عندما اقترحت إدارة ترامب إلغاء تنظيم ضمانات المستهلك في صناعة الأدوية في أوائل عام ٢٠١٧ جادل سانتورو ضد قدرة الشركات على تسويق الأدوية خارج الملصق مباشرة للجمهور قائلا: "لدى شركات الأدوية تاريخ سيء للغاية في الترويج للمنتجات التي لم تتم الموافقة عليها، لم تظهر الصناعة جدارة بالثقة بقدر ما يذهب هذا."  خلال تحقيق سي إن إن عام ٢٠١٧ في الاستخدام غير المناسب للأدوية في دور رعاية المسنين وشركات الأدوية التي تدفع هذه الأدوية من خلال أقسام المبيعات، وافق سانتورو على التحقيق واتهم مندوبي المبيعات "بالمشاركة الفعلية في قرار وصفه".

## أخلاقيات وول ستريت والأزمة المالية
نشر كل من سانتورو ومؤلفه المشارك رونالد ج.ستراوس نشر قيم وول ستريت في عام ٢٠١٣: أخلاقيات الأعمال والأزمة المالية العالمية (مطبعة جامعة كامبريدج ٢٠١٣ )، يجادل سانتورو وستراوس بأن "المشاكل الأخلاقية في وول ستريت جاءت عندما بدأ تداول الملكية في طمس خدمات العملاء".
خلال فضيحة خصوصية عملاء بلومبرج لعام ٢٠١٣ حيث تم منح صحفييها إمكانية الوصول إلى معلومات الشركة الخاصة من خلال محطات شبكتها، أشارت سانتورو إلى تضارب المصالح في وول ستريت واعتبرته "خرقا كبيرا لثقة العملاء".في عام ٢٠١٦، ادعى سانتورو أن مجلس الاحتياطي الفيدرالي أصبح مسيسا وأنه "في الأزمة المالية الأخيرة كان علينا أن نقلق بشأن تأثير انفجار فقاعة الأعمال على الحكومة، في الأزمة القادمة سيتعين علينا القلق بشأن التأثير على الأعمال التجارية من انفجار فقاعة الديون الحكومية".

## المنشورات

### الكتب
تشمل كتب سانتورو المنشورة ما يلي:
- سانتورو، مايكل أ. (٢٠٠٠). الأرباح والمبادئ: الرأسمالية العالمية وحقوق الإنسان في الصين. مطبعة جامعة كورنيل
- غوري، توماس م. سانتورو، مايكل أ.، (٢٠٠٥). الأخلاقيات وصناعة الأدوية . مطبعة جامعة كامبريدج.
- سانتورو، مايكل أ. (٢٠٠٩). الصين ٢٠٢٠: كيف يمكن للأعمال التجارية الغربية - ويجب عليها - التأثير على التغيير الاجتماعي والسياسي في العقد المقبل. مطبعة جامعة كورنيل.
- سانتورو، مايكل أ. شتراوس، رونالد ج. (٢٠١٣). قيم وول ستريت: أخلاقيات العمل والأزمة المالية العالمية. مطبعة جامعة كامبريدج.

## الحياة الشخصية
سانتورو متزوج من روبين بورش، وهي ممرضة مسجلة. إنهم يعيشون في سانتا كلارا، كاليفورنيا مع ولديهما التوأم جاك ويلتون سانتورو وغايتانو أورازيو سانتورو الثاني اللذين ولدا في عام ٢٠١٦ .

## قائمة المراجع
1. ↑  ""تحميل الأفراد المسؤولية عن الأزمة المالية"". تم استرجاعه في 28 أغسطس 2018. ومع ذلك، فإن معظم الأفراد الذين تم استهدافهم عادة ما يكونون موظفين من المستوى الأدنى عملوا مباشرة على الصفقات السيئة، كما يقول مايكل سانتورو، الأستاذ في كلية روتجرز للأعمال. سامويلسون، تريسي (31 يوليو 2014). مؤرشف من الأصل في 2023-01-04. {{استشهاد ويب}}: تحقق من التاريخ في: |تاريخ= (مساعدة)
2. ↑  ""قانون دود-فرانك: بعد 3 سنوات ، قائمة مهام طويلة"". الولايات المتحدة الأمريكية اليوم. تم الاسترجاع 28 أغسطس 2018. في كتابهم المنشور مؤخرًا ، قيم وول ستريت ، يجادل المؤلفون وأساتذة كلية إدارة الأعمال مايكل سانتورو ورونالد شتراوس بأنه حتى قواعد دود-فرانك النهائية لن تتجنب أزمة أخرى ما لم تتماشى أخلاقيات وول ستريت مع ليس فقط كفاءة السوق ولكن أكبر "الرفاه العام". مكوي ، كيفن (3 يونيو 2013). مؤرشف من الأصل في 2022-10-24. {{استشهاد ويب}}: تحقق من التاريخ في: |تاريخ= (مساعدة)
3. ↑  ""شركة الأدوية تدفع للأطباء الذين لديهم سجلات مشكلة للترويج لحبوبهم". سي إن إن". تم الاسترجاع 28 أغسطس 2018. قال مايكل سانتورو ، الأستاذ بجامعة سانتا كلارا والخبير في أخلاقيات صناعة المستحضرات الصيدلانية ، إن استخدام الأطباء مع هذه الأنواع من الماضي يمثل مشكلة ، واصفا إياه بأنه "مخطط" تستخدمه الشركة لبيع المزيد من الحبوب. بليك إليس ، ميلاني هيكن (4 ديسمبر 2017). مؤرشف من الأصل في 2022-09-14. {{استشهاد ويب}}: تحقق من التاريخ في: |تاريخ= (مساعدة)
4. ↑  ""المحاكمة تسلط الضوء على ميرك"". نيويورك تايمز. تم الاسترجاع 28 أغسطس 2018. "ما مقدار الأموال التي ستدخرها شركة ميرك على المدفوعات التي تستحق هذا النوع من الدعاية السيئة بعد سنوات؟" قال مايكل أ. سانتورو ، الأستاذ المساعد في كلية روتجرز للأعمال الذي يدرّس مقررًا عن أخلاقيات صناعة الأدوية. سنجر ، ناتاشا (13 مايو 2009). مؤرشف من الأصل في 23 فبراير 2023. {{استشهاد ويب}}: تحقق من التاريخ في: |تاريخ= (مساعدة)
5. ↑  ""سانتورو ، مايكل - هيئة التدريس والموظفون - الإدارة - كلية ليفي للأعمال - جامعة سانتا كلارا"". اطلع عليه بتاريخ 2018-05-25. مؤرشف من الأصل في 23 فبراير 2023. {{استشهاد ويب}}: تحقق من التاريخ في: |تاريخ= (مساعدة)
6. ↑  "حملة الصين على الكسب غير المشروع ووسائل الإعلام تحجب الصورة للمستثمرين". أخبار سي بي إس". تم استرجاعه في 28 أغسطس 2018. قال مايكل سانتورو، مؤلف كتاب "الصين 2020" وأستاذ الإدارة والأعمال في روتجرز: "هذا المستوى من القمع الذي أصبح واضحا الآن هو علامة واضحة على وجود مشاكل أعمق ومنهجية في الاقتصاد والمجتمع في الصين". روبرت هينيلي (21 ديسمبر 2015). مؤرشف من الأصل في 23 فبراير 2023. {{استشهاد ويب}}: تحقق من التاريخ في: |تاريخ= (مساعدة)
7. ↑  "الحوكمة | جمعية علماء الأعمال وحقوق الإنسان"". bhrscholarsassociation.org. اطلع عليه بتاريخ 2018-05-25. مؤرشف من الأصل في 23 فبراير 2023. {{استشهاد ويب}}: تحقق من التاريخ في: |تاريخ= (مساعدة)
8. ↑  "مجلس التحرير". كامبريدج كور. اطلع عليه بتاريخ 2018-05-25. مؤرشف من الأصل في 23 فبراير 2023. {{استشهاد ويب}}: تحقق من التاريخ في: |تاريخ= (مساعدة)
9. ↑  "هيئة التحرير | مجلة حقوق الإنسان"". jhr.uconn.edu. 11 ديسمبر 2013. اطلع عليه بتاريخ 2018-05-25. مؤرشف من الأصل في 23 فبراير 2023. {{استشهاد ويب}}: تحقق من التاريخ في: |تاريخ= (مساعدة)
10. ↑  "مجلس التحرير". كامبريدج كور. اطلع عليه بتاريخ 2018-05-25. مؤرشف من الأصل في 23 فبراير 2023. {{استشهاد ويب}}: تحقق من التاريخ في: |تاريخ= (مساعدة)
11. ↑  "الأعمال التجارية وحقوق الإنسان من منظور تاريخي". سانتورو، مايكل أ. (2015). "الأعمال التجارية وحقوق الإنسان من منظور تاريخي". مجلة حقوق الإنسان. 14 (2): 155. مؤرشف من الأصل في 2023-02-23.
12. ↑  "الأرباح والمبادئ: الرأسمالية العالمية وحقوق الإنسان في الصين". الشؤون الخارجية. رقم سبتمبر / أكتوبر 2000. 2009-01-28. ISSN 0015-7120. تم الاسترجاع 2018/05/31. مؤرشف من الأصل في 2023-02-23.
13. ↑  "لغز صيني". أرشيف.nytimes.com. اطلع عليه بتاريخ 2018-05-25. مؤرشف من الأصل في 2023-01-05.
14. ↑  "قائمة الشهود وتغيير الوقت لجلسة الاستماع يوم الخميس بشأن انضمام الصين إلى منظمة التجارة العالمية". Www.finance.senate.gov. اطلع عليه بتاريخ 2018-05-25. مؤرشف من الأصل في 2023-02-23.
15. ↑  "التاريخ الحالي". Www.currenthistory.com. اطلع عليه بتاريخ 2018-05-31. مؤرشف من الأصل في 2023-02-23.
16. ↑  "الصين تجتاز ألمانيا في التصنيف الاقتصادي سي ان ان". 15 يناير 2009. تم استرجاعه في 28 أغسطس 2018. جون فوس، جودي كوون. مؤرشف من الأصل في 2023-01-05.
17. ↑  "الأخلاق مقابل الأرباح ، لعبة شد الحبل من أجل الأعمال التجارية في الصين". ويتلي، آلان. الولايات المتحدة. اطلع عليه بتاريخ 2018-05-25. مؤرشف من الأصل في 2023-01-05. {{استشهاد ويب}}: تحقق من التاريخ في: |تاريخ= (مساعدة)
18. ↑  ""تدخل أم عمل جيد؟"". صحيفة نيويورك تايمز. ISSN-0362-4331. اطلع عليه بتاريخ 2018-05-25. ويتلي ، آلان (22 يونيو 2009). مؤرشف من الأصل في 2023-01-05. {{استشهاد ويب}}: تحقق من التاريخ في: |تاريخ= (مساعدة)

## روابط خارجية
- مايكل سانتورو - جامعة سانتا كلارا